# Ekkehard Tertsch
Ekkehard Tertsch (Trieste, 3 d'agost de 1906 - Madrid, 30 d'agost de 1989) fou un diplomàtic i periodista hispano-austríac.

## Biografia
Nascut a Trieste —llavors una ciutat de l'Imperi Austrohongarès—, estudià filosofia a la Universitat de Viena; després de la seua formació universitària, entre 1926 i 1928 realitzà un curs a la Konsularakademie (Acadèmia Consular) de Viena. Començà la seua vida laboral com a secretari del banquer i industrial vienès Hermann Oppenheim. El març de 1933 s'afilià al Partit nazi (NSDAP) en Àustria, tot i que després de la prohibició del NSDAP en territori austríac arribà a oferir-se a Alemanya com a espia. El 1936 es traslladà a Londres, on treballà com a marxant d'art. Amb posterioritat la Gestapo investigà Tertsch i sospità que podia haver treballat com a informador dels serveis d'intel·ligència i la policia austríacs. Després de l'Anschluss d'Àustria el 1938, tornà a Viena i ingressà a les Sturmabteilung (SA).
El 1940 entrà al servei diplomàtic alemany, i fou destinat a l'ambaixada de Zagreb l'any següent. El 1943 fou destinat a l'ambaixada de Madrid i nomenat cap adjunt de la delegació de premsa, a les ordres de Josef Hans Lazar. L'oficina de premsa nazi a Madrid desplegà una gran activitat sota la direcció de Lazar, qui arribà a controlar a una gran part de la premsa espanyola durant la Segona Guerra Mundial. Tertsch fou detingut per la Gestapo després de l'atemptat del 20 de juliol davant les sospites —falses— que estiguera implicat en l'intent d'assasinat de Hitler. Inicialment fou empresonat a la presó del carrer Lehrterstraße, al barri de Moabit, a Berlin i uns mesos després fou enviat al Camp de concentració de Sachsenhausen, on romangué fins al final de la guerra a la primavera de 1945.
Posteriorment va tornar a Espanya on es va dedicar principalment al periodisme, tot especialitzant-se en matèria econòmica i financiera. El 1946 fundà el Spanish Economic News Service (SENS), un butlletí mensual enfocat a la informació econòmica sobre Espanya. També va fundar altra publicació, l'Informe Econòmic Internacional Urgent. Es convertí en corresponsal del diari Die Presse i, des de 1949, també fou assessor de la missió diplomàtica austríaca a Espanya.
Es casà amb Felisa del Valle-Lersundi, amb la qual tingué tres fills. Un d'ells és el periodista Hermann Tertsch.
Morí a Madrid el 1989.